# نظرية تزاحم الدوافع
تزاحم الدوافع هي نظرية تنتمي إلى علم النفس والاقتصاد الجزئي، تقترح أن توفير حوافز خارجية لبعض أنواع التصرفات -مثل وضع مكافأة مالية نظير إتمام مهمة ما- قد يقلل من قدر الدافع الداخلي وراء القيام بهذا التصرف. النتيجة المحتملة لضعف الدوافع قد تكون تناقصًا هائلًا في الأداء الكلي، على عكس توقعات علم الاقتصاد النيوكلاسيكي.
وُضع مصطلح «المزاحمة» بواسطة برونو فراي عام 1997، لكن ظهرت هذه الفكرة أول مرة في علم الاقتصاد مبكرًا للغاية على يد ريتشارد تيتماس الذي جادل عام 1970 أن عرض حوافز مالية لبعض السلوكيات يمكن أن يؤدي على نحوٍ معاكس إلى ضعف أداء هذه السلوكيات. بالرغم من أن الدليل التجريبي الداعم لمفهوم المزاحمة مختلط فيما يتعلق بالتبرع بالدم، هناك صف طويل من الاستكشافات الاقتصادية والنفسية التي تدعم نظرية المزاحمة الأساسية.
أثناء تطبيق الدراسة التقليدية للمزاحمة، يُطلب من المشاركين إتمام مهمة معينة مقابل أجرٍ ما أو دون أجر. ثم يتفقد الباحثون التدابير المُبَلغة ذاتيًا عن مدى تحفز المشارك لإتمام المهمة، أو تقبله لإنجاز جولات إضافية من المهمة دون مقابل مادي، أو كليهما. وُجد أن إزالة الحافز المادي تقلل دومًا من الاهتمام الكلي بالمهمة ومدى رغبة الفرد لإتمامها مقارنةً مع الأفراد الذين لم يستقبلوا أي أجر منذ البداية. تُعرف هذه العملية باسم «المزاحمة»، إذ يزاحِم الحافزُ المبني على المال فقط أيَّ حافز آخر يسبق المهمة وهو ما يقدِّره المشاركون في مجموعة التحكم دون أجر تعويضي

## تطور النظرية

### التاريخ
تبعًا لبحث أُجري عام 1950 على الإشراط الاستثابي والسلوكية، يُفترض أن ترفع الحوافز الخارجية من فرصة حدوث السلوك المكافأ، مع وصول تأثير المكافأة إلى أوجها إذا ما أُعطِيت بعد السلوك مباشرةً. في هذه الدراسات، عادة يؤدي سحب المكافأة فجأةً إلى انخفاض معدل السلوك إلى مستواه الأساسي قبل الحافز. أدت هذه النتائج إلى ظهور العديد من المطالبات باستخدام المحفزات باعتبارها أدوات تشجيعية في مختلف السياقات التعليمية والمهنية. فوق ذلك، وطبقًا لعلم الاقتصاد القياسي، يؤدي توفير محفزات خارجية لسلوك معين فوريًا إلى تأثير السعر النسبي، ما ينتج المزيد من هذا السلوك عبر جعله أكثر جاذبية. وهناك أمثلة لا حصر لها على ذلك في أدب الاقتصاديات.
مع ذلك، جادل تيتماس أنه في بعض الأحيان قد تؤدي إضافة الدوافع إلى إلغاء السلوك بالكامل. أثناء استكشاف هذه الفكرة، لاحظ إدوارد ديسي في أوائل السبعينيات من القرن الماضي أن بعض الأفعال هي مكافآت في ذاتها. توصَف هذه الأفعال بأنها ذات حافز داخلي، وتنبع مكافأتها أو متعتها من الانخراط في العمل ذاته. في هذه الحالة، لا يحتاج الفعل إلى أي محفز خارجي.
دفعت هذه الملاحظات الباحثين إلى التساؤل عن كيفية تأثير الحوافز الخارجية على الدافع الداخلي للقيام بالعمل. في حين يتنبأ تأثير السعر النسبي أن المكافأة ستزيد من جاذبية الفعل فقط، اتضح أن هناك تأثيرات نفسية غير مباشرة ناتجة عن عرض حافز خارجي يكون لها أثر معاكس في بعض الحالات؛ إذ تجعل السلوك يبدو أقل جاذبية.

### تلاعب تجريبي

#### المتغيرات التبعية
تم التحقق من مدى واسع من السلوكيات لدراسة المزاحمة، مثل: إتمام مهام متكررة، والانخراط في الأحجيات المثيرة، وأداء خدمات اجتماعية، أو الاشتراك في مشاريع فنية خلّاقة وغيرها. تُقاس المزاحمة بطريقتين: الأولى عبر تصريح المشارك باهتمامه بالنشاط بعد توفير الحافز له. والثانية بانخراط الأفراد في النشاط حتى بعد معرفهم بانتهاء التجربة وحصولهم على كل المكافآت المعروضة. تعتمد بعض الدراسات على الطريقتين. وُجد أن المزاحمة -في بعض الحالات- تؤثر بشكل مباشر على الأداء والجهد المبذول في السلوك المطلوب، حتى بعد مكافأته. على سبيل المثال: الأفراد الذين صُرف إليهم قدر من المال مقابل جمعهم التبرعات من أجل جمعية خيرية ما، انتهى بهم الأمر جامعين نقودًا أقل مما جمعها من لم يُصرف لهم شيء على الإطلاق.

#### المتغيرات المستقلة
طبقًا للتحليل البعدي، يُستَخدم ثلاثة أنواع من المحفزات في تجارب المزاحمة: أولًا، المحفزات غير المشروطة بالمهمة، مثل أجر المشاركة، وهي أموال تُدفع للفرد نظير وقته بصرف النظر عن أدائه أو إتمامه للمهمة. لا يُتوَقع من هذه المحفزات أن تضعف أثر الدافع الداخلي. ثانيًا: المحفزات المشروطة بالمهمة، وهي على النقيض تعتمد على كمية سلوك معين أو جودته أو إتمامه، مثل حل أحجية لفظية أو جمع التبرعات. يُعتَقد أن تأثير المزاحمة أوضح في هذه الحالة. وأخيرًا، المحفزات المشروطة بالأداء.
يُعتَقد أن الحوافز المقترنة بتحقيق نتيجة معينة لها تأثير أضعف قليلًا في المزاحمة، إذ تمثل إشارة على وضع الشخص وإنجازاته، بدلًا من التداخل مع الدوافع.

### دليل مبكر
أظهر بحث مبكر في هذا المجال في فترة السبعينيات أن توفير حافز خارجي نظير إتمام مهمة ما قد يثبط الدافع الداخلي، ثمّ الجهد المكرّس لهذه المهمة على مدى واسع من السياقات. أخذ هذا البحث في الاعتبار تأثير المال، والماديات كالهدايا، والمكافآت الرمزية على الأطفال الصغار وطلبة الجامعات والبالغين حيال أدائهم مختلف المهمات. 
في دراسةٍ تقليدية، دفع ديسي المال لكل الأفراد نظير مشاركتهم في تجربة نفسية تتضمن حلّ أحجيات عديدة أو أسئلة اختبار الذكاء. استقبل نصف المشاركين رسومًا موحدة نظير قدومهم فقط، بينما أُخبِر النصف الآخر أنهم سيتلقون مكافآتهم فور إتمامهم للمهمات قيد الدراسة. بعد انتهاء هذه التجربة الافتراضية، تُرك المشاركون لبعض الوقت الذي يمكنهم استغلاله لإتمام المزيد من المهام أو الجلوس دون فعل شيء.
قاس ديسي كمية أسئلة الذكاء أو الأحجيات الإضافية التي حُلَّت في الوقت غير المكافأ، ومدى اهتمام المشاركين بالمهمة تبعًا لتقارير ذاتية التبليغ. وجد ديسي أن الأفراد الذين دُفع لهم خصيصًا عند إتمام المهمة كان ميلهم أقل لتنفيذ المهمات غير مدفوعة الأجر، وأظهروا اهتمامًا أقل بالمهمة مقارنةً بالذين دُفع إليهم المال نظير قدومهم فقط. استنتج ديسي من هذه النتائج أن تقديم حافز خارجي زاحم الدافع الداخلي لإتمام المهمة والاهتمام بها.
أظهرت هذه الدراسات أنه كلما كانت الحوافز كبيرة، بمجرد إزالتها سيكون لها تأثير مزاحمة على المدى الطويل. ومع ذلك، أظهر بحث حديث أنه حتى إذا وجد المشاركون أن المحفزات غير كافية، سيكون لذلك تأثير مزاحمة فوري على السلوك المكافأ أيضًا. 
من أمثلة الدراسات على تأثير المزاحمة السريع:
- في دراسةٍ رائدة، جعل ديسي طلبة جامعيين يحاولون حلّ أحجية تُسمى «مكعب سوما». أثناء المرحلة الأولى من الدراسة، امتلك جميع المشاركين الفرصة للعب بالمكعب ومحاولة حلّ أحجيات عديدة. في المرحلة الثانية، كرر نصف المشاركين -الشاهد- المرحلة الأولى، بينما دُفع لكل مشارك من النصف الآخر دولارًا نظير كل أحجية يتمكن من حلها. في المرحلة الثالثة، لم يُدفع لأحد، لكن قاطع المُمتحِنون المشاركين في منتصف الجلسة كي يخبروهم قصة مُلفّقة عن حاجتهم إلى مغادرة الغرفة بضع دقائق. وبذلك، تمكن الممتحنون من مراقبة كيف أمضى المشاركون وقت فراغهم بشكلٍ سري. وجد ديسي أن الذين استقبلوا أجرًا في المرحلة الثانية كانوا أقل المشاركين ميلًا إلى اللعب بالمكعب أثناء الوقت الفارغ غير مدفوع الأجر في المرحلة الثالثة.
- في دراسةٍ لاحقة أعادت تمثيل النمط الأساسي لنتائج العام 1971، وجد ديسي أن تقديم مديح شفهي عند إتمام المهمة لم يكن له أثر رجعي مثل الحوافز المالية.
- وجد كورلانيسكي وآخرون أنه إذا وُعد طلبة المدارس الثانوية بحوافز خارجية قبل الانخراط في مختلف المهمات، يظهرون مستوىً إبداعيًا ضعيفًا ويبلغون بعد ذلك بأن قدر استمتاعهم كان قليلًا مقارنةً بالطلبة الذين لم يُوعدوا بأي شيء منذ البداية.
- وجد ليبر وآخرون أنه في حال وُعد الأطفال المهتمون فطريًا بالرسم بمكافأة نظير لوحة ما، يقل اهتمامهم تدريجيًا بالرسم بعد استلامهم المكافأة، مقارنةً بالأطفال الذين استقبلوا المكافأة دون علمٍ مسبق أو لم يأخذوا شيئًا على الإطلاق.

أظهر بحث آخر أن تأثيرًا مشابهًا للمزاحمة قد ينتج عن المثبطات السلبية لسلوك معين. على سبيل المثال، أظهرت دراسات اقتصادية أن العقوبات المتزايدة يمكن بالفعل أن تؤدي إلى مخالفة القوانين وضعف أداء العمال. بالرغم من أن كل هذه الدراسات السابقة أوضحت أن توفير حوافز خارجية قد يثبط الدوافع الداخلية، لم يتمكن العلماء بعد من فهم العملية النفسية المسؤولة التي تفسر هذا النمط المتكرر من النتائج.